# Козел, Анна Макаровна
Анна Макаровна Козел (1 июля 1916, с. Бобрица — 2006, с. Рыхальское) — передовик сельского хозяйства Украинской ССР, свинарка совхоза «Рыхальский» Емильчинского района Житомирской области, Герой Социалистического Труда (1966).

## Награды
Указом Президиума Верховного Совета СССР от 22 марта 1966 года «за особые заслуги в развитии сельского хозяйства и достижение высоких показателей в производстве … мяса … и внедрение в производство достижений науки и передового опыта», Козел Анне Макаровне присвоено звание Героя Социалистического Труда с вручением ордена Ленина и золотой медали «Серп и Молот».
Также награждена орденом Трудовой Славы 3-й степени (14.02.1975) и медалями.